# Anita Palmgren
Anita Brita Maria Palmgren, född Hallgren den 3 december 1906 i Grums, död 3 februari 1959 i Viggbyholm i Täby, var en svensk textilkonstnär.
Palmgren var dotter till gästgivaren och godsarrendatorn Paul Georg Hallgren och hans hustru Anna född Bengtsson. Hon studerade gobelängvävning hos Gustaf och Maja Fjæstad i Arvika och kom därefter till Stockholm där hon gifte sig 1936 med konstnären Gunnar Palmgren.
I sin konstnärsutövning kom Anita Palmgren huvudsakligen att ägna sig åt gobelängvävnad och kyrkliga textilier. Tillsammans med maken Gunnar som gjorde förlagor utförde hon vävnadsarbeten, bland annat gobelängen Folklåtar från Wärmland som vävdes 1941–1942. Till Björneborgs kyrka vävde hon 1955–1956 en fyra meter lång matta i röllakan till koret, formgiven av kyrkans arkitekt Cyrillus Johansson, som bland annat avbildar släktvapnen för bruksägarfamiljerna Nordenfelt och Jernfeltz och järnstämplar för Björneborgs bruk.
Hon ställde ut 1954 på Galerie Æsthetica i Stockholm tillsammans med flera andra konstnärer och konsthantverkare, bl.a. Bengt Liljedahl, Wiwi Möller-Lindquist, Erik Cedervall och Birgit Michelsson-Ullhammar. 
Anita Palmgren är begravd på Täby norra begravningsplats.